# Texananus ovatus
Texananus ovatus är en insektsart som beskrevs av Van Duzee 1892. Texananus ovatus ingår i släktet Texananus och familjen dvärgstritar. Inga underarter finns listade i Catalogue of Life.